# Honorowi Obywatele Stołecznego Królewskiego Miasta Krakowa
Honorowi Obywatele Stołecznego Królewskiego Miasta Krakowa – osoby, które otrzymały tytuł honorowego obywatelstwa Krakowa, będący najwyższym miejskim wyróżnieniem. Nadaje się go obywatelom Polski i cudzoziemcom za zasługi dla miasta, za całokształt dokonań lub postawę życiową stanowiącą wzór do naśladowania dla Krakowian.
Pierwsze tytułu honorowego obywatelstwa Krakowa przyznane zostały 28 maja 1818 roku przez Senat Rządzący Wolnego Miasta Krakowa, a nie dopiero w 1850 roku, jak powtarza się w literaturze.
W latach 1818–2022 wyróżnienie to przyznano 115 osobom. Ponadto mocą uchwały Rady Miasta Krakowa z 2015 roku do grona honorowych obywateli Krakowa włączonych zostało 31 honorowych obywatele Podgórza, którzy otrzymali to wyróżnienie w latach 1867–1914, tj. przed przyłączeniem Podgórza do Krakowa.
Kandydatów do tego wyróżnienia zgłasza Komisji Głównej Prezydent lub Przewodniczący Rady Miasta z własnej inicjatywy lub na pisemny
wniosek grupy co najmniej 5 radnych lub grupy mieszkańców Krakowa liczącej co najmniej 4000 osób. Propozycje rozpatruje Komisja Główna, w przypadku zatwierdzenia przedstawia swój wniosek Radzie Miasta, która po wysłuchaniu uzasadnienia przystępuje do głosowania. Akt nadania Honorowego Obywatelstwa wręczany jest na uroczystej, specjalnie zwołanej sesji Rady Miasta. Kopia aktu przekazywana jest do Muzeum Historycznego Miasta Krakowa. Rada Miasta Krakowa może przyznać do czterech tytułów Honorowego Obywatela w ciągu kadencji Rady.

## Honorowi Obywatele Stołecznego Królewskiego Miasta Krakowa

### Wyróżnienia przyznane w Krakowie
| Honorowy Obywatel              | Data nadania           | Uwagi                                                 |
| ------------------------------ | ---------------------- | ----------------------------------------------------- |
| Joanis Kapodistrias            | 28 maja 1818           | –                                                     |
| Ignacy Sobolewski              | 28 maja 1818           | –                                                     |
| Henryk Lubomirski              | 6 lipca 1818           | –                                                     |
| Carl Arnold                    | 17 lipca 1818          | –                                                     |
| Józef Sweerts-Spork            | 12 sierpnia 1818       | –                                                     |
| Ignacy Miączyński              | 12 sierpnia 1818       | –                                                     |
| Ernest Wilhelm von Reibnitz    | 12 sierpnia 1818       | –                                                     |
| Fryderyk August Filip d'Auvray | 17 lutego 1819         | –                                                     |
| Adam Bojanowicz                | 17 lutego 1819         | –                                                     |
| Franciszek Koss                | 17 lutego 1819         | –                                                     |
| Klemens Kołaczkowski           | 17 lutego 1819         | –                                                     |
| Jerzy Arnold                   | 17 lutego 1819         | –                                                     |
| Marcin Klemensowski            | 17 lutego 1819         | –                                                     |
| Emanuel Lipowski               | 17 lutego 1819         | –                                                     |
| Emmerich von Blagoevich        | 17 lutego 1819         | –                                                     |
| Fryderyk Adolf Boscamp         | 17 lutego 1819         | –                                                     |
| Jan Nepomucen Mettich          | 17 lutego 1819         | –                                                     |
| Franciszek von Hannekart       | 17 lutego 1819         | –                                                     |
| Jan von Rothkirch und Panthen  | 17 lutego 1819         | –                                                     |
| Ferdynand Leo von Pressen      | 17 lutego 1819         | –                                                     |
| Leopold Herbert                | 17 lutego 1819         | –                                                     |
| Adolf Marin                    | 17 lutego 1819         | –                                                     |
| Wolfgang von Zollem            | 17 lutego 1819         | –                                                     |
| Józef Hauke                    | 28 września 1819       | –                                                     |
| Wilhelm von Pflügl             | 17 sierpnia 1833       | –                                                     |
| August von Forckenbeck         | 17 sierpnia 1833       | –                                                     |
| Ludwik Tęgoborski              | 17 sierpnia 1833       | –                                                     |
| Franciszek Lorenz              | 5 października 1835    | –                                                     |
| Otto Emil von Hartmann         | 14 lipca 1843          | –                                                     |
| Andrzej Ettmayer d’Adelsburg   | grudzień 1850          | –                                                     |
| Henryk Jarosław Clam-Martinic  | maj 1857               | –                                                     |
| Andrzej Seidler-Wiślański      | 4 listopada 1858       | –                                                     |
| Fryderyk Wukasowicz            | 3 maja 1860            | –                                                     |
| Adam Potocki                   | 18 listopada 1861      | –                                                     |
| Józef Dietl                    | 18 listopada 1861      | –                                                     |
| Franciszek Jan Smolka          | 18 listopada 1861      | –                                                     |
| Anton Ryger                    | przed 19 kwietnia 1863 |                                                       |
| Richard Belcredi               | 18 października 1866   |                                                       |
| Agenor Gołuchowski             | 3 stycznia 1867        | –                                                     |
| Ludwik Possinger-Choborski     | 3 grudnia 1868         | –                                                     |
| Ludwik Kajetan Rulikowski      | 14 października 1869   | –                                                     |
| Władysław Czartoryski          | 7 października 1880    | –                                                     |
| Mikołaj Zyblikiewicz           | 1 lutego 1881          | –                                                     |
| Józef Majer                    | 25 maja 1881           | –                                                     |
| Jan Matejko                    | 18 października 1882   | 23 maja 1892 zwrócił dyplom                           |
| Oktaw Pietruski                | 1 kwietnia 1886        | –                                                     |
| Henryk Kieszkowski             | 1 maja 1886            | –                                                     |
| Julian Dunajewski              | 2 czerwca 1887         | –                                                     |
| Franciszek Jan Smolka          | 16 października 1888   | Tytuł nadany po raz drugi                             |
| Paweł Popiel                   | 6 maja 1890            | –                                                     |
| Feliks Szlachtowski            | 2 lutego 1894          | –                                                     |
| Kazimierz Badeni               | 17 grudnia 1894        | –                                                     |
| Maciej Jakubowski              | 6 lutego 1908          | –                                                     |
| Władysław Żeleński             | 23 listopada 1912      | –                                                     |
| Tadeusz Rutowski               | 18 lutego 1917         | –                                                     |
| Władysław Bandurski            | 28 stycznia 1932       | –                                                     |
| Józef Piłsudski                | 3 października 1933    | –                                                     |
| Adam Stefan Sapieha            | 12 czerwca 1937        | –                                                     |
| Ludwik Solski                  | 28 kwietnia 1951       | –                                                     |
| Iwan Stiepanowicz Koniew       | 23 kwietnia 1955       | 8 maja 1992 uchwałą Rady Miasta tytuł został odebrany |
| Józef Cyrankiewicz             | 26 kwietnia 1961       | 8 maja 1992 uchwałą Rady Miasta tytuł został odebrany |
| Ludvík Svoboda                 | 2 września 1969        | 8 maja 1992 uchwałą Rady Miasta tytuł został odebrany |
| Michał Żymierski               | 27 kwietnia 1981       | 8 maja 1992 uchwałą Rady Miasta tytuł został odebrany |
| Henryk Jabłoński               | 5 stycznia 1988        | 8 maja 1992 uchwałą Rady Miasta tytuł został odebrany |
| Sławomir Mrożek                | 15 czerwca 1990        | –                                                     |
| Lech Wałęsa                    | 24 sierpnia 1990       | –                                                     |
| Margaret Thatcher              | 27 września 1991       | –                                                     |
| Edward Raczyński               | 14 maja 1993           | –                                                     |
| Wacław Jędrzejewicz            | 14 maja 1993           | –                                                     |
| Stanisław Maczek               | 14 maja 1993           | –                                                     |
| Adam Bień                      | 14 maja 1993           | –                                                     |
| Bror Hansson                   | 14 maja 1993           | –                                                     |
| Czesław Miłosz                 | 15 października 1993   | –                                                     |
| Piotr Skrzynecki               | 22 kwietnia 1994       | –                                                     |
| George Bush                    | 27 maja 1994           | –                                                     |
| Ronald Reagan                  | 27 maja 1994           | –                                                     |
| Siergiej Kowaliow              | 24 maja 1995           | –                                                     |
| Zdzisław Peszkowski            | 20 marca 1996          | –                                                     |
| Hank Brown                     | 23 października 1996   | –                                                     |
| Edward Moskal                  | 9 stycznia 1997        | –                                                     |
| Stanisław Lem                  | 29 stycznia 1997       | –                                                     |
| Ryszard Kukliński              | 7 maja 1997            | –                                                     |
| Wisława Szymborska             | 10 listopada 1997      | –                                                     |
| Ryszard Kaczorowski            | 22 października 1999   | –                                                     |
| Bohdan Zieliński               | 13 stycznia 1999       | –                                                     |
| Norman Davies                  | 31 marca 1999          | –                                                     |
| Adam Studziński                | 28 kwietnia 1999       | –                                                     |
| Jan Nowak-Jeziorański          | 7 listopada 2001       | –                                                     |
| Zbigniew Brzeziński            | 7 listopada 2001       | –                                                     |
| István Kovács                  | 21 maja 2003           | –                                                     |
| Tomasz Pawłowski               | 15 października 2004   | –                                                     |
| Albin Małysiak                 | 22 czerwca 2005        | –                                                     |
| Friedrich Magirius             | 3 października 2005    | –                                                     |
| Marian Jaworski                | 8 czerwca 2006         | –                                                     |
| Danuta Michałowska             | 27 lutego 2008         | –                                                     |
| Bolesław Nieczuja-Ostrowski    | 28 maja 2008           | –                                                     |
| Stanisław Dziwisz              | 22 kwietnia 2009       | –                                                     |
| Gabriel Turowski               | 14 września 2011       | –                                                     |
| Mieczysław Tomaszewski         | 11 lipca 2012          | –                                                     |
| Władysław Bartoszewski         | 19 grudnia 2012        | –                                                     |
| Krzysztof Penderecki           | 12 czerwca 2013        | –                                                     |
| Władysław Stróżewski           | 25 września 2013       | –                                                     |
| Stanisław Juchnowicz           | 25 września 2013       | –                                                     |
| Ryszard Horowitz               | 26 marca 2014          | –                                                     |
| Leopold Kozłowski-Kleinman     | 26 marca 2014          | –                                                     |
| Jerzy Bryła                    | 21 maja 2014           | –                                                     |
| Adam Macedoński                | 10 września 2014       | –                                                     |
| Jerzy Buzek                    | 8 lipca 2015           | –                                                     |
| Biserca Rajčić                 | 25 kwietnia 2018       | –                                                     |
| Janusz Skalski                 | 25 kwietnia 2018       | –                                                     |
| Antoni Dziatkowiak             | 8 maja 2019            | [ 4 ]                                                 |
| Andrzej Mleczko                | 9 czerwca 2021         | –                                                     |
| Olga Tokarczuk                 | 9 czerwca 2021         | –                                                     |
| Wanda Półtawska                | 11 maja 2022           | [ 5 ]                                                 |
| Jerzy Trela                    | 11 maja 2022           | [ 5 ]                                                 |
| Anna Dymna                     | 22 maja 2024           | [ 6 ]                                                 |

Tytułów honorowego obywatela Krakowa pozbawiono: Iwana Koniewa, Józefa Cyrankiewicza, Ludwika Svobodę, Henryka Jabłońskiego i Michała „Rolę” Żymierskiego.

### Wyróżnienia przyznane w Podgórzu

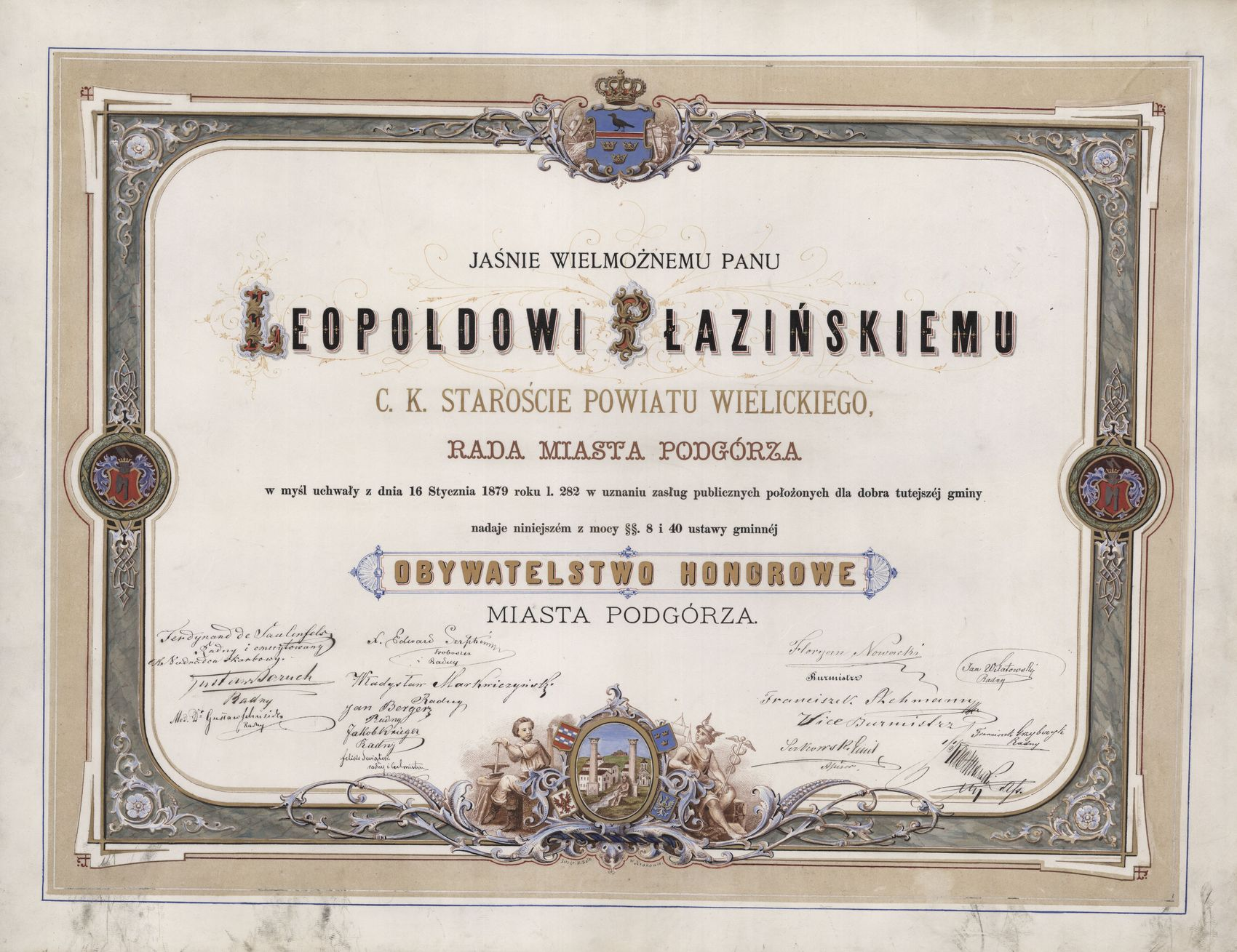
Dyplom honorowego obywatelstwa miasta Podgórza dla Leopolda Płazińskiego, 1879

| Honorowy Obywatel                   | Data nadania        | Uwagi |
| ----------------------------------- | ------------------- | ----- |
| Fryderyk Zoll (starszy)             | 17 stycznia 1867    | –     |
| Aleksander Siedlecki                | 6 września 1867     | –     |
| Edward Serscheń                     | 14 marca 1870       | –     |
| Piotr Smolarski                     | 11 sierpnia 1871    | –     |
| Michał Hofmann                      | 19 kwietnia 1872    | –     |
| Ferdynand Seeling von Saulenfels    | 23 lutego 1875      | –     |
| Leopold Płaziński                   | 16 stycznia 1879    | –     |
| Paweł Kirschner                     | 20 marca 1882       | –     |
| Antoni Nowaczyński                  | 15 listopada 1882   | –     |
| Feliks Pino von Friedenthal         | 28 września 1883    | –     |
| Maciej von Pischof                  | 28 września 1883    | –     |
| Jan Wilhelm Poschacher von Arelshöh | 19 listopada 1883   | –     |
| Oktaw Pietruski                     | 13 kwietnia 1886    | –     |
| Henryk Kronhelm de Nordheim         | 20 grudnia 1886     | –     |
| Agnieszka Jałbrzykowska             | 1 sierpania 1887    | –     |
| Emil Serkowski                      | 20 grudnia 1888     | –     |
| Leon Kurykowski                     | 19 stycznia 1893    | –     |
| Jan Kostrzewski                     | 26 lipca 1893       | –     |
| Józef Kownacki                      | 26 lipca 1893       | –     |
| Adam Stanisław Sapieha              | 22 listopada 1894   | –     |
| Kazimierz Badeni                    | 9 maja 1895         | –     |
| Wojciech Bednarski                  | 8 października 1896 | –     |
| Edward Starzeński                   | 16 lutego 1899      | –     |
| Nikodem Garbaczyński                | 15 lutego 1900      | –     |
| Leon Piniński                       | 26 lutego 1903      | –     |
| Franciszek Maryewski                | 3 marca 1910        | –     |
| Stanisław Marcin Badeni             | 27 czerwca 1912     | –     |
| Witold Mora-Korytowski              | 17 marca 1913       | –     |
| Juliusz Leo                         | 17 marca 1913       | –     |
| Kazimierz Gałecki                   | 17 marca 1913       |       |